# Typ 4 Ha-To
Typ 4 Ha-To – japońskie samobieżne działo polowe z okresu II wojny światowej, uzbrojone w moździerz okopowy kalibru 300 mm. Pojazd wykorzystywał wydłużone podwozie transportera opancerzonego. Wyprodukowano krótką serię tych pojazdów.